# Медаль «За заслуги для екіпажів торгового флоту»
Медаль «За заслуги для екіпажів торгового флоту» (італ. Medaglia di benemerenza per gli equipaggi delle navi mercantili) — державна нагорода Королівства Італії.

## Історія
Щоб заохотити зусилля моряків торгового флоту, які піддавались великому ризику внаслідок атак німецьких і австро-угорських підводних човнів, Королівським указом № 150 від 17 січня 1918 року, був заснований знак для екіпажів торгових суден (італ. Distintivo per gli equipaggi delle navi mercantili). Цей знак був стрічкою з шовку з одинадцятьма вертикальними смугами рівної ширини синього і білого кольору.
Королівським указом №1786 від 15 липня 1923 року, знак був перетворений на медаль «За заслуги для екіпажів торгового флоту».
Всім морякам, які отримали знак для екіпажів торгових суден (пізніше замінений на медаль), було також надано право на носіння медалі Перемоги.

## Статут нагороди

### Умови нагородження
Медаллю нагороджувалися моряки торгового флоту за службу на кораблях в роки Першої світової війни протягом не менше 12 місяців. Медаль вручали екіпажам торгових суден, реквізованих або взятих в оренду державою починаючи з 24 травня 1915 року. Після 8 лютого 1916 року під критерії нагородження потрапили екіпажі інших італійських торгових суден.
Кожні додаткові 12 місяців служби на кораблях і суднах торговельного флоту давали право на бронзову зірочку на стрічку.
Право носити медаль видавалося на підставі спеціального дозволу Міністра морського транспорту. За деякі проступки, наприклад судимість, моряк міг бути позбавлений права на носіння цієї медалі.

### Аорядок носіння
Медаль «За заслуги для екіпажів торгового флоту» носиться на лівій стороні грудей, одна або в групі з іншими нагородами. При наявності інших нагород дана медаль носиться після Пам'ятною медалі Італо-турецької війни (1911-1912) і перед медаллю Перемоги у Першій Світовій війні.

## Опис
Медаль повністю аналогічна Пам'ятній медаль Італо-австрійської війни (1915—1918), але носилась на синьо-білій стрічці старого знака.
Кругла бронзова медаль. Висота з вушком — 38.5 мм, діаметр — 32-32,5 мм, товщина — близько 4 мм.
Аверс: повернений вліво профіль короля Віктора Еммануїла III в мундирі і касці Адріана. По колу проходить напис «GUERRA PER L'UNITA D'ITALIA» (Війна за Єдність Італії), внизу стоять дати 1915—1918.
Реверс: зображення крилатої Богині Перемоги на щитах римських легіонерів підтримуваних італійськими солдатами з написом: зліва — CONIATO NEL, праворуч — BRONZO NEMICO (Карбувалась з ворожої бронзи).

## Виробники нагороди
У зв'язку з необхідністю виготовлення великої кількості екземплярів даної нагороди її виробляли кілька фірм. Тому нагороди мають невеликі відмінності, а під портретом короля містилося клеймо виробника. Відомі клейма шести різновидів: FL & CM; M.Nelli. Inc.; Sacchini-Milano; S.I.M.; Roma; S.J. Існують медалі без маркування.